# Liste von Filmen zu Friedrich II. (Preußen)
Diese Liste von Filmen zu Friedrich II. (Preußen) umfasst Spielfilme, Fernsehserien und Dokumentarfilme, die sich mit dem Leben von Friedrich dem Großen beschäftigen.
Als Fridericus-Rex-Filme werden im engeren Sinne vier Historienspielfilme um die Person des preußischen Königs Friedrich II. bezeichnet, die in Deutschland zwischen 1920 und 1930 produziert wurden.  Dazu zählt der von der Ufa, aufwendig inszenierte vierteilige Film Fridericus Rex. Im weiteren Sinne umfasst die Bezeichnung alle Filme um Friedrich II. mit Otto Gebühr in der entsprechenden Rolle.
Besonders zur Zeit der Weimarer Republik und des Nationalsozialismus hatten Filme über den preußischen Monarchen eine Blütezeit. Aber auch während der Kaiserzeit und der deutschen Teilung war der Preußenkönig Thema. Dabei wurde das Bild Friedrichs besonders oft den gerade politischen Idealen angepasst.
Unter den Regisseuren, die sich dem Thema angenommen haben, waren unter anderem Arzén von Cserépy, Helmut Käutner, Gerhard Lamprecht, Carl Froelich, Hans Steinhoff, Veit Harlan, Gernot Roll und Fritz Umgelter.
Unter den Darstellern des Preußenkönigs sticht besonders Otto Gebühr hervor. Er spielte die Rolle in zwölf Spielfilm-Produktionen und stand auch in diversen Werbefilmen in dieser Rolle vor der Kamera. Die Rolle machte ihn in Deutschland zu einem der bekanntesten Filmschauspieler seiner Zeit.

## Themen
Jugend Friedrichs
In den ersten beiden Filme der Fridericus-Rex-Reihe von 1922, in Der alte und der junge König von 1935 und in dem Fernsehspiel Der Thronfolger von 1979 ist die Jugend Friedrichs und der Konflikt mit dem Vater das Hauptthema. In der Verfilmung von 1935 übernahmen Emil Jannings und Werner Hinz die Rollen von Friedrich Wilhelm I. und seinem Sohn, in der Produktion von 1979 Günter Strack (der die Rolle auch in anderen Fernsehproduktionen spielte) und Jan Kollwitz. Auch die verfilmte Theateraufführung Die traurige Geschichte von Friedrich dem Großen widmet sich diesem Thema. Andeutungen finden sich ebenfalls in Sachsens Glanz und Preußens Gloria und Friedrich – Ein deutscher König.
Siebenjähriger Krieg (1756–1763)
Besonders während der Zeit des Nationalsozialismus war der Siebenjährige Krieg das Hauptthema der Friedrich-Filme, so in Der Choral von Leuthen, Fridericus und Der große König. Preußen und Friedrich werden in diesen Filmen meist so verfälscht und glorifizierend dargestellt, dass die Filme nur noch wenig mit den historischen Tatsachen gemein haben. Sie weisen alle das gleiche Handlungsmuster auf: Zu Beginn verliert Friedrich eine Schlacht, es besteht keine Hoffnung mehr, eine weitere Schlacht folgt, Friedrich siegt und rettet Preußen. Hervorzuheben sind die aufwendigen, monumentalen Schlachtszenen.
Zudem ist der Siebenjährige Krieg ein Thema in der DEFA Produktion Sachsens Glanz und Preußens Gloria. Komödiantisch setzt sich der Film Die gestohlene Schlacht mit dem Siebenjährigen Krieg auseinander.
Friedrich Freiherr von der Trenck
Das Leben des Friedrich Freiherrn von der Trenck wurde bisher drei Mal verfilmt. In diesen Filmen spielt Friedrich II. ebenfalls eine tragende Rolle. Zu Beginn der Gönner Trencks, im Mittelteil ein Freund und zum Ende hin sein erbitterter Feind, der ihn in Ketten an seinen eigenen Grabstein fesseln lässt. Sämtliche Verfilmungen basieren auf den Memoiren Trencks Des Friedrich Freiherrn von der Trenck merkwürdige Lebensgeschichte, die historisch nicht vollständig belegt sind. In der ersten Verfilmung Trenck von 1932 spielt Hans Stüwe den Trenck, Theodor Loos Friedrich II. Die Fernsehproduktion Die merkwürdige Lebensgeschichte des Friedrich Freiherrn von der Trenck von 1973 zeigt das Leben Trencks bis zum Tod. Trenck wird hier von Matthias Habich und Friedrich II. von Rolf Becker gespielt. Rolf Beckers Sohn Ben Becker spielt in der Fernsehproduktion Trenck – Zwei Herzen gegen die Krone von 2001 den Trenck, während August Zirner Friedrich II. gibt.

## Otto Gebühr
Friedrich II. wurde von verschiedenen namhaften Schauspielern dargestellt, wobei besonders der Schauspieler Otto Gebühr hervorstach, der Friedrich in jeder Lebensphase in insgesamt 12 Spielfilmen verkörpert. Für den ersten dieser Filme war ursprünglich Paul Wegener in der Rolle des Preußenkönigs geplant, dieser nahm auch vorerst das Angebot an, bis er Gebühr bei einer Theatervorführung traf und eine gewisse Ähnlichkeit mit der Figur feststellte. Gebühr, dessen Interesse sich eigentlich auf Komödien beschränkte, ließ sich zu Fotoaufnahmen überreden, bei denen historische Porträts und Gemälde von Friedrich nachgestellt wurden. Diese Aufnahmen überzeugten dann auch Gebühr. Wegener lehnte nun die ihm angebotene Rolle ab und empfahl ausdrücklich Gebühr. Im ersten Film Die Tänzerin Barberina war die Rolle eigentlich nur als Nebenfigur gedacht. Die Darstellung Gebührs erhielt aber so positive Resonanz, dass noch im selben Jahr der erste Teil der Fridericus-Rex-Reihe gedreht wurde.
Die schauspielerische Leistung machte ihn zu einem der populärsten und gefeiertesten Schauspielern der Zeit. Durch seinen Erfolg als Friedrich legte er sich fast ausschließlich auf die Darstellung historischer Figuren fest. Durch diese Rollenfestlegung auf den Preußenkönig ist Gebühr nach dem Zweiten Weltkrieg in Vergessenheit geraten. Während man die alten Filme von Schauspielkollegen wie Hans Albers oder Heinz Rühmann nach dem Zweiten Weltkrieg noch im Kino oder später auch im Fernsehen sehen konnte, da sie zum größten Teil unpolitisch waren, wurden die meisten Filme mit Gebühr indiziert. Versuche, einige Filme in stark zensierter Fassung wieder in die Kinos zu bringen, scheiterten.
Ein letztes Filmprojekt über Friedrich mit Gebühr in der Hauptrolle sollte als Heimatfilm angelegt werden. Es scheiterte jedoch durch Gebührs Tod im Jahr 1954.

## Filmografie
| Prod.-Jahr | Titel                                                                   | Produktion                                              | Regie                                       | Besetzung |
| ---------- | ----------------------------------------------------------------------- | ------------------------------------------------------- | ------------------------------------------- | --- |
| 1896       | Der Alte Fritz                                                          |                                                         |                                             | Unbekannt |
| 1910       | König und Page                                                          |                                                         | Regie und                                   | Hauptdarsteller: Walter Schmidthässler |
| 1911       | Der große König und sein Kammerhusar                                    |                                                         | Regie und                                   | Hauptdarsteller: Walter Schmidthässler |
| 1920       | Die Tänzerin Barberina                                                  | Primus-Film                                             | Carl Boese                                  | Otto Gebühr (Friedrich II.), Lyda Salmonova (Barbara Campanini) |
| 1920/21    | Fridericus Rex 1. Teil: Sturm und Drang; 2. Teil: Vater und Sohn        | Cserépy-Film                                            | Arzén von Cserépy                           | Otto Gebühr (Friedrich II.), Albert Steinrück (Friedrich Wilhelm I.) |
| 1923       | Fridericus Rex 3. Teil: Sanssouci; 4. Teil: Schicksalswende             | Cserépy-Film                                            | Arzén von Cserépy                           | Otto Gebühr (Friedrich II.), Erna Morena (Königin Elisabeth Christine) |
| 1925/26    | Die Mühle von Sanssouci                                                 | Deutsche Vereinsfilm AG                                 | Siegfried Philippi                          | Otto Gebühr (Friedrich der Große), Lissy Lind (Wilhelmine von Bayreuth) |
| 1926       | Des Königs Befehl                                                       | Naxos-Film                                              | Curt Blachnitzky                            | Georg Burghardt: König Friedrich II., Grete Reinwald: Baroness Wendel |
| 1927/28    | Der alte Fritz (1. Teil: Friede; 2. Teil: Ausklang)                     | Gerhard-Lamprecht-Film                                  | Gerhard Lamprecht                           | Otto Gebühr (Der Alte Fritz), Berthold Reißig (Prinz Heinrich) |
| 1930       | Das Flötenkonzert von Sans-souci                                        | Ufa                                                     | Gustav Ucicky                               | Otto Gebühr (Der König), Hans Rehmann (Major von Lindeneck), Theo Lingen (Kent) |
| 1930       | Die große Sehnsucht                                                     | Cicero Film GmbH, Berlin                                | Stefan Szekely Paul Henckels                | mit Karl Platen, Camilla Horn, Theodor Loos |
| 1932       | Die Tänzerin von Sanssouci                                              | Zelnik-Film GmbH                                        | Friedrich Zelnik                            | Otto Gebühr (Friedrich der Große), Lil Dagover (Barberina Campanini), Rosa Valetti (ihre Mutter) |
| 1932       | Trenck                                                                  | Phoebus Tonfilm-Produktions GmbH                        | Heinz Paul, Ernst Neubach                   | Hans Stüwe (Trenck), Theodor Loos (Friedrich II.) |
| 1933       | Der Choral von Leuthen                                                  | Froelich-Film GmbH                                      | Carl Froelich                               | Otto Gebühr (Der König), Olga Tschechowa (Gräfin Mariann), Werner Finck (Christian, Kandidat der Theologie), Veit Harlan (Soldat) |
| 1935       | Der alte und der junge König                                            | Deka-Film GmbH                                          | Hans Steinhoff                              | Emil Jannings (Friedrich Wilhelm I.), Werner Hinz (Kronprinz Friedrich), Claus Clausen (Leutnant Katte) |
| 1935       | Anekdoten um den Alten Fritz                                            | K.U.-Filmproduktions- und Vertriebs-GmbH, Ulrich & Neuß | Phil Jutzi                                  | Theodor Loos (Der Alte Fritz), Karl Meixner (Voltaire) |
| 1936       | Fridericus                                                              | Diana-Tonfilm GmbH                                      | Johannes Meyer                              | Otto Gebühr (Friedrich der Große), Lil Dagover (Madame Pompadour), Käthe Haack (Kaiserin Maria Theresia), Paul Dahlke (Feldmarschall von Dessau) |
| 1936       | Heiteres und Ernstes um den großen König (Kurzspielfilm)                | K.U.-Filmproduktions- und Vertriebs-GmbH, Ulrich & Neuß | Phil Jutzi                                  | Otto Gebühr (Friedrich der Große), Hans Mierendorff (Der Invalide) |
| 1936/37    | Das schöne Fräulein Schragg                                             | Tonlicht-Film GmbH, Peter Ostermayr                     | Hans Deppe                                  | Hansi Knoteck, Otto Gebühr (Friedrich II.) |
| 1940/42    | Der große König                                                         | Tobis                                                   | Veit Harlan                                 | Otto Gebühr (Friedrich der Große), Kristina Söderbaum (Müllerstochter), Gustav Fröhlich (Treskow) |
| 1957       | Das Stacheltier – Fridericus Rex – Elfter Teil                          | DEFA                                                    | Frank Beyer                                 | mit Erich von Dahlen |
| 1962       | Annoncentheater Fiktive Talkshow im Jahre 1776                          | Deutsches Fernsehen                                     |                                             | mit Carl-Heinz Schroth, Rudolf Kühn, Uschi Siebert, Erna Nitter, Trude Possehl, Angela Schmid, Erica Balqué, Eva-Ingeborg Scholz, Jürgen Graf, Albrecht Becker, Willy Maertens, Helga Feddersen, Will Quadflieg, Richard Münch, Fritz Benscher, Kurt Klopsch, Siegfried Hold |
| 1968       | Die Mühle von Sanssouci                                                 | Fernsehfilm                                             |                                             | mit Uwe-Jens Pape |
| 1972       | Die gestohlene Schlacht                                                 | DEFA                                                    | Erwin Stranka                               | mit Herwart Grosse, Manfred Krug: Christian Andreas Käsebier |
| 1973       | Die preußische Heirat                                                   | Fernsehfilm                                             |                                             | mit Gerd Böckmann |
| 1973       | Die merkwürdige Lebensgeschichte des Friedrich Freiherrn von der Trenck | Fernseh-Mehrteiler                                      | Fritz Umgelter                              | mit Rolf Becker |
| 1979       | Der Thronfolger                                                         | Fernsehfilm                                             |                                             | mit Jan Kollwitz |
| 1980       | Johann Sebastian Bachs vergebliche Reise in den Ruhm                    |                                                         |                                             | mit Jürgen Holtz, Victor Vicas, Mario von Jascheroff, Henry Hübchen als (Carl Philipp Emanuel Bach) |
| 1980       | Maria Theresia                                                          | Fernsehfilm                                             |                                             | mit Rudolf Bissegger |
| 1980       | Grenadier Wordelmann                                                    | Fernsehen der DDR                                       | Hans-Joachim Hildebrandt                    | Herbert Köfer: Christian Schmitzdorff, Peter Reusse: Grenadier Johannes Wordelmann, Franziska Troegner: Sophie |
| 1981       | Preußische Nacht                                                        | Fernsehfilm                                             | Oswald Döpke                                | mit Gerd Böckmann als Friedrich II. |
| 1981       | Casanova                                                                | Fernsehfilm                                             |                                             | mit Erich Kleiber |
| 1983       | Die traurige Geschichte von Friedrich dem Großen                        | DDR Theater/Fernsehfilm                                 | Alexander Lang (Theater) Peter Vogel (Film) | mit Kurt Böwe: Friedrich Wilhelm I., Katja Paryla: Königin Sophie Dorothee, Katrin Klein: Kronprinz Friedrich, Simone von Zglinicki: Prinzessin Wilhelmine |
| 1984       | Die schöne Wilhelmine                                                   | Fernseh-Mehrteiler                                      |                                             | mit Herbert Stass |
| 1985–87    | Sachsens Glanz und Preußens Gloria                                      | Horst Dau                                               | Hans-Joachim Kasprzik                       | mit Arno Wyzniewski |
| 1985–86    | Wanderungen durch die Mark Brandenburg                                  |                                                         |                                             | mit Friedrich Siemers |
| 1991       | Die junge Katharina                                                     | Michael Deeley Neville C. Thompson                      | Michael Anderson                            | mit Maximilian Schell |
| 2002       | Trenck – Zwei Herzen gegen die Krone                                    | Stephan Bechtle                                         | Gernot Roll                                 | Ben Becker: Friedrich v.d. Trenck, August Zirner: Friedrich II. |
| 2003       | Mein Name ist Bach                                                      | Karl Baumgartner                                        | Dominique de Rivaz                          | mit Vadim Glowna: Johann Sebastian Bach, Jürgen Vogel: Friedrich II. |
| 2008       | Die Deutschen, Folge 6: Preußens Friedrich und die Kaiserin             | Fernseh-dokumentation                                   | Olaf Götz                                   | mit Ulrich Wiggers |
| 2011       | Friedrich – Ein deutscher König                                         | Fernseh-dokumentation                                   | Jan Peter                                   | mit Anna Thalbach als junger und Katharina Thalbach als alter Friedrich |
| 2012       | Friedrich der Große - Alles oder Nichts                                 |                                                         | Christian Twente                            | mit Ulrich Wiggers |